# 原島弁護士の愛と悲しみ
『原島弁護士の愛と悲しみ』（はらしまべんごしのあいとかなしみ）は、小杉健治による日本の短編推理小説、およびそれを表題作とする短編集。

## 概要
デビュー初期の短編5編が収録されている。
表題作は、1983年に第22回オール讀物推理小説新人賞を受賞した作者のデビュー作。受賞時のタイトルは「原島弁護士の処置」だったが、翌年に『原島弁護士の愛と悲しみに』としてテレビドラマ化され、文庫化の際に同題で刊行された。長らく絶版となっていたが、2008年に光文社文庫より再版された。

## 各話概要

### 原島弁護士の愛と悲しみ
- 初出：『オール讀物』（文藝春秋）1983年9月号

弁護士の水木邦夫は、弁護を担当することになった佐竹浩一に関する資料を読み漁っていた。佐竹が犯した罪は“殺人”。殺されたのは、佐竹の妻子を殺した罪で逮捕・起訴され、一審で無期懲役の判決を下されたが、二審で逆転無罪となった瀬川順平という男だった。
一審の裁判で自白は強要されたものだと供述を翻し、一転無罪を主張し始めた瀬川の二審の弁護士を務めたのが、原島だった。
原島はかつて、妻子を無謀運転のバイクにひき殺されていたが、そのバイクを運転していたのが当時17歳だった瀬川順平であった。果たして原島は単なる社会正義からこの弁護を引き受けたのか……。

#### テレビドラマ

##### 1985年版
1985年2月13日・20日に2話構成でTBS「恋はミステリー劇場」にてテレビドラマ化。脚本は今野勉、監督・演出は大山勝美。第22回ギャラクシー賞選奨。
主なキャスト
- 原島：緒形拳
- 森圭子（記者）：高橋惠子
- 瀬川：米山善吉
- 佐竹：佐藤慶
- 水木邦夫：古尾谷雅人
- 佐竹の娘：斉藤由貴
- 北詰友樹
- 伊藤栄子
- 石田弦太郎
- 久米明
- 南美江
- 冨田浩太郎
- 伊藤高
- 神保共子
- 相沢治夫

##### 1989年版
1989年7月31日、テレビ東京「月曜・女のサスペンス」にてテレビドラマ化。
主なキャスト
- 原島：田村亮
- 水城久子：古村比呂
- 佐竹宏一：織本順吉
- 真岡修二：辰巳琢郎
- 守山弁護士：木村元
- 石井警部補：高峰圭二
- 中真千子
- 広瀬匠

スタッフ
- 脚本：長尾啓司
- 監督：南部英夫
- 技術協力：東通
- スタジオ：東映ビデオスタジオ
- 製作：テレビ東京、磯田事務所

### 赤い記憶
- 初出：『オール讀物』1984年9月号

#### テレビドラマ
1985年2月26日に日本テレビ系列・火曜サスペンス劇場にてテレビドラマ化。
キャスト
- 正村太一 - 北大路欣也
- 田島加代 - 山口果林
- 正村太吉 - 中条静夫
- 正村洋二 - 松山政路
- 下川松吉 - ベンガル
- 正村敏枝 - 浅利香津代
- 村田安二郎 - 常田富士男
- 山下年男 - 垂水悟郎
- 若宮刑事 - 水島涼太
- 刑事部長 - 平野稔
- 星野晶子

　ほか
スタッフ
- 脚本 - 田上雄
- 監督 - 鷹森立一
- 製作 - 日本テレビ、松竹

### 冬の死
- 初出：『オール讀物』1985年7月号

### 愛の軌跡
- 初出：『オール讀物』1985年9月号

### 牧原博士、最後の鑑定書
- 初出：第21回オール讀物推理小説新人賞候補作を改稿

## 書誌情報
- 小杉健治、千街晶之（解説）『原島弁護士の愛と悲しみ』 光文社〈光文社文庫〉、2008年4月20日発行、ISBN 978-4-334-74408-3